# Apple M1 Pro та M1 Max
Apple M1 Pro та M1 Max — системи на кристалі, розроблені Apple Inc. для MacBook Pro, на базі ліцензованої архітектури ARM, що виробляється TSMC за 5 нанометровим техпроцесом. Вони були презентовані на заході Apple 18 жовтня 2021 року.
Apple M1, M1 Pro і M1 Max є першими професійними системами на кристалі розробленими Apple. M1 Pro є менш потужною версією M1 Max, з меншою кількістю ядер графічного процесора, меншою пропускною здатністю пам'яті та меншим розміром кристалу.

## Будова

### Центральний процесор
M1 Pro і M1 Max мають вісім продуктивних ядер «Firestorm» (шість у деяких базових моделях M1 Pro) і два ефективних ядра «Icestorm», що забезпечує гібридну конфігурацію 10 ядер (8 в деяких базових моделях M1 Pro).

### Графічний процесор
M1 Pro містить інтегрований розроблений Apple 16-ядерний (14 у деяких базових моделях) графічний процесор, тоді як M1 Max містить інтегрований 32-ядерний (24 у деяких базових моделях) графічний процесор. Кожне ядро графічного процесора розділене на 16 виконавчих блоків, кожен із яких містить вісім арифметично-логічних пристроїв (АЛП). Загалом графічний процесор M1 Max містить до 512 функціональних блоків або 4096 АЛП, які мають максимальну продуктивність з рухомою комою (FP32) 10,4 TFLOP.
Вони мають ту саму 16-ядерну систему Neural Engine, Secure Enclave та два медіарушія, що й Apple A14 Bionic, і включають два контролери Thunderbolt 4.

### Інші особливості
M1 Pro і M1 Max мають уніфіковану архітектуру пам'яті, що означає, що всі компоненти чипа, такі як центральний і графічний процесори, мають однакову адресу пам'яті. Пам'ять LPDDR5-6400 SDRAM на 8 каналів із загальною пропускною здатністю 200 ГБ/с для M1 Pro і 400 ГБ/с для M1 Max. M1 Pro поставляється в конфігураціях пам'яті 16 ГБ та 32 ГБ, а M1 Max — у конфігураціях 32 ГБ та 64 ГБ. M1 Max підтримує режим високої потужності на 16-дюймовому MacBook Pro для інтенсивних завдань.

## Продукти, що використовують M1 Pro та M1 Max
- MacBook Pro (14 дюймів, 2021)
- MacBook Pro (16 дюймів, 2021)